# Emus de Stuttgart
Les Stuttgart Emus (en français, les émeus de Stuttgart) est un club allemand de football australien créé en 2008. Il dispute le championnat d'Allemagne de football australien. Les couleurs du club sont le vert et le blanc.
En 2011, ils obtiennent le meilleur résultat de la jeune histoire du club en remportant le match pour la troisième place.